# Łazanka (Litwa)
Łazanka (lit. Landžiai) − wieś na Litwie, w rejonie solecznickim, 6 km na wschód od Turgieli, zamieszkana przez 2 ludzi. Przed II wojną światową w Polsce, w powiecie wileńsko-trockim województwa wileńskiego.